# Meizhou
Meizhou (en chino, 梅州; pinyin, Méizhōu) es una ciudad-prefectura en la Provincia de Cantón, República Popular de China. Limita con Jiangxi, Jieyang, Heyuan y Fujian. Su área es de 15 836 km² y su población es de 4,37 millones. La capital es el distrito Meijiang.
El 3239 Meizhou es un asteroide del cinturón de asteroides descubierto el 29 de octubre de 1978 por el Observatorio de la Montaña Púrpura de Nankín y nombrado en honor a esta ciudad.

## Administración
la ciudad-prefectura de Meizhou se divide en 8 localidades  que se administran en 2 distritos urbanos, 1 ciudad suburbana y 5 condados.
- Distrito Meijiang 梅江
- Distrito Mei 梅县区
- Ciudad Xingning 兴宁市
- Condado Dabu 大埔县
- Condado Fengshun 丰顺县
- Condado Wuhua 五华县
- Condado Pingyuan 平远县
- Condado Jiaoling 蕉岭县

## Historia
El nombre Meizhou proviene de  el río Mei y la ciruela (mei). Meizhou se estableció como una ciudad llamada Jingzhou en el sur de la dinastía Han. Fue cambiada a Meizhou en la dinastía Song del Norte y ciudad Jiaying en la dinastía Qing. Después de varios cambios posteriores de jurisdicción, se convirtió en la ciudad de Meizhou en 1988. Ahora Meizhou es una famosa ciudad histórica y cultural.

## Economía
Meizhou es rica en recursos minerales y el turismo. Cuenta con 48 tipos de minerales como el carbón,hierro, piedra caliza, arcilla, arcilla,porcelana, entre los cuales las reservas de manganeso ocupan el primer lugar en la provincia de Guangdong.
La ciudad tiene un montón de recursos hídricos, aguas termales y aguas minerales. Hay recursos turísticos culturales como sitios históricos construidos durante la dinastía Tang, antiguas residencias de personajes famosos, paisajes naturales de todo tipo.

## Clima
Meizhou tiene un clima subtropical húmedo,el invierno es corto y el verano es largo y húmedo. El mes más frío es enero con 12C y julio el más caliente con 28C. Las lluvias son frecuentes de abril a junio.
| Parámetros climáticos promedio de Meizhou (1971−2000) | Parámetros climáticos promedio de Meizhou (1971−2000) | Parámetros climáticos promedio de Meizhou (1971−2000) | Parámetros climáticos promedio de Meizhou (1971−2000) | Parámetros climáticos promedio de Meizhou (1971−2000) | Parámetros climáticos promedio de Meizhou (1971−2000) | Parámetros climáticos promedio de Meizhou (1971−2000) | Parámetros climáticos promedio de Meizhou (1971−2000) | Parámetros climáticos promedio de Meizhou (1971−2000) | Parámetros climáticos promedio de Meizhou (1971−2000) | Parámetros climáticos promedio de Meizhou (1971−2000) | Parámetros climáticos promedio de Meizhou (1971−2000) | Parámetros climáticos promedio de Meizhou (1971−2000) | Parámetros climáticos promedio de Meizhou (1971−2000) |
| Mes                                                   | Ene.                                                  | Feb.                                                  | Mar.                                                  | Abr.                                                  | May.                                                  | Jun.                                                  | Jul.                                                  | Ago.                                                  | Sep.                                                  | Oct.                                                  | Nov.                                                  | Dic.                                                  | Anual                                                 |
| ----------------------------------------------------- | ----------------------------------------------------- | ----------------------------------------------------- | ----------------------------------------------------- | ----------------------------------------------------- | ----------------------------------------------------- | ----------------------------------------------------- | ----------------------------------------------------- | ----------------------------------------------------- | ----------------------------------------------------- | ----------------------------------------------------- | ----------------------------------------------------- | ----------------------------------------------------- | ----------------------------------------------------- |
| Temp. máx. media (°C)                                 | 18.2                                                  | 18.9                                                  | 22.1                                                  | 26.4                                                  | 29.6                                                  | 32.0                                                  | 34.1                                                  | 33.6                                                  | 31.8                                                  | 29.0                                                  | 24.5                                                  | 20.2                                                  | 26.7                                                  |
| Temp. mín. media (°C)                                 | 8.3                                                   | 10.2                                                  | 13.7                                                  | 18.1                                                  | 21.5                                                  | 23.8                                                  | 24.8                                                  | 24.6                                                  | 22.9                                                  | 19.2                                                  | 13.8                                                  | 9.2                                                   | 17.5                                                  |
| Lluvias (mm)                                          | 47.2                                                  | 99.0                                                  | 145.5                                                 | 206.8                                                 | 214.8                                                 | 205.5                                                 | 153.3                                                 | 193.5                                                 | 124.3                                                 | 58.2                                                  | 42.2                                                  | 38.3                                                  | 1528.6                                                |
| Días de lluvias (≥ 0.1 mm)                            | 8.2                                                   | 12.1                                                  | 16.0                                                  | 16.5                                                  | 18.7                                                  | 18.0                                                  | 14.5                                                  | 16.6                                                  | 12.9                                                  | 6.2                                                   | 5.2                                                   | 5.6                                                   | 150.5                                                 |
| Fuente: Weather China                                 |                                                       |                                                       |                                                       |                                                       |                                                       |                                                       |                                                       |                                                       |                                                       |                                                       |                                                       |                                                       |                                                       |

## Meijiang
Meijiáng (en chino:梅江区, pinyin:Méijiāng Qū, literalmente: río Mei) Es una ciudad-distrito,capital de esta ciudad-prefectura,ocupa un área de 323 km² y su población es de 306 mil. Se divide en los subdistritos de Jinshan, Jiangnan y Xijiao y los poblados de Changsha, Sanjiao y Chengbei.

## Tal vez te interese
- Isla Meizhou  pequeña isla próxima a las costas de la ciudad-prefectura de Putian, provincia de Fujian,sonido homófono al nombre de esta ciudad.